# Shūji Nakamura
Shūji Nakamura (中村 修二?, Nakamura Shūji; Ikata, 22 maggio 1954) è un ingegnere e ricercatore in microelettronica giapponese naturalizzato statunitense, vincitore del Premio Nobel per la fisica nel 2014, insieme a Isamu Akasaki e Hiroshi Amano, «per l'invenzione di diodi a luce blu efficienti che ha consentito di ottenere brillanti fonti di luce bianca a risparmio energetico».

## Biografia
Nakamura ha studiato all'Università di Tokushima dove ha conseguito nel 1977 il diploma di laurea e, nel 1979, la laurea magistrale in ingegneria elettronica. Dopo la laurea è rimasto a Tokushima e ha cominciato a lavorare per quella che allora era una piccola impresa, la Nichia. Fino al 1993, Nakamura è stato direttore della ricerca alla Nichia. Durante il suo periodo alla Nichia, Nakamura sviluppò il primo LED ad alta luminosità in nitruro di gallio (GaN), il cui vantaggio era di emettere luce blu. Dal 1993 questi LED entrarono in produzione.
Nakamura ha lavorato a questo sviluppo indipendentemente da Isamu Akasaki e Hiroshi Amano dell'Università di Nagoya (premiati con il Nobel insieme a lui nel 2014) e  ha iniziato a lavorarci solo nel 1988, molto più tardi di Akasaki e Amano. Come questi, utilizza l'epitassia organometallica di fase vapore (MOVPE) per la produzione di cristalli GaN. Un altro passo importante verso i LED blu era il doping di GaN utilizzando l'irradiazione elettronica, metodo scoperto da Akasaki e Amano e sviluppato ulteriormente da Nakamura. 
Nel 1994 ha conseguito un dottorato di ricerca presso l'Università di Tokushima. Oltre al LED blu in nitruro di gallio, Nakamura sviluppò anche un LED verde in nitruro indio-gallio (InGaN) e infine un LED bianco. A metà degli anni '90, sviluppò anche un laser blu. 
Nakamura ha lasciato il Giappone nel 1999 e ha accettato una cattedra come professore di ingegneria presso l'Università della California, Santa Barbara.